# Casa Montseny
La Casa Montseny és una obra de Girona inclosa a l'Inventari del Patrimoni Arquitectònic de Catalunya.

## Descripció
És un edifici de planta, pis i golfes, amb teulada a dues vessants i una torratxa de planta quadrada a la part central. Utilitza el maó vist configurant un llenguatge neomedievalista amb finestres neogòtiques, gàrgoles a la barbacana, merlets, etc.

## Història
Fou propietat d'Antoni Montseny.